# XiWang-2E
XiWang-2E, kurz XW-2E, auch CAS-3E, ist chinesischer Amateurfunksatellit. XiWang ist Mandarin und bedeutet „Hoffnung“.  CAS steht für „Chinesischer Amateurfunk-Satellit“. Dieser Satellit wurde von der chinesischen Amateurfunksatellitengruppe, der CAMSAT entwickelt. Der Satellit hat die Form eines Würfels mit einer Kantenlänge von 116 mm und ähnelt hiermit einem 1U-CubeSat, entspricht jedoch nicht den CubeSat-Spezifikationen. Der Satellit ist mit einem 20 kHz breiten U/V-Transponder, einer CW-Telemetrie-Bake und einem digitalen Telemetrie-Downlink ausgestattet. Als Antennen dienen zwei Stabantennen. Der Satellit XiWang-2E (CAS-3E) ist baugleich mit dem Satelliten XiWang-2F (CAS-3F).

## Mission
Der Satellit wurde am 19. September 2015 auf einer Langer-Marsch-6-Trägerrakete vom Kosmodrom Taiyuan in China gemeinsam mit 20 weiteren Kleinsatelliten, darunter neun weitere Satelliten der CAS-3-Serie, gestartet. Es wird eine orbitale Lebensdauer von 8 Jahren erwartet.

## Frequenzen
Folgende Frequenzen für den Satelliten mit dem Rufzeichen BJ1SF wurden von der International Amateur Radio Union koordiniert:
- 435,270 MHz – 435.290 Uplink
- 145,915 MHz – 145,935 Downlink (Leistung 20 dBm)
- 145,910 MHz CW-Bake (22 WpM / Leistung 17 dBm)
- 145,890 MHz digitale Telemetrie 9k6/19k2 GMSK (Leistung 20 dBm)